# Мишланов, Аркадий Ильич
Аркадий Ильич Мишла́нов (29 января 1925, село Торсуново Пермской области — 15 октября 2010, Пермь) — российский сталевар, Герой Социалистического Труда (1958).

## Биография
Мишланов Аркадий Ильич родился в 1925 году в д. Торсуново Очерского района Пермской области. В 1934 году, после того как в три года у него умер отец, он вместе с матерью приехал в г. Пермь. В 1942 году окончил ремесленное училище, был направлен подручным сталевара в новомартеновский цех на завод имени В. И. Ленина (ныне ОАО «Мотовилихинские заводы»), в котором проработал до пенсии.
С 1952 года работал сталеваром. Освоил все тонкости тяжелой профессии, выработал свой почерк мастера. Обучил подручных, помог понять им: в любом деле важны ответственность и творческий подход к делу. Самые ответственные плавки поручали его бригаде, которая признавалась бригадой коммунистической труда.
Много сил и энергии затратили металлурги при освоении установки непрерывной разливки стали. Коллектив установки в короткий срок освоил проектную мощность агрегата. Значительный вклад в это дело внесла бригада Мишланова. Она же первой освоила скоростные плавки.
В 1958 году, после того как он в рекордный срок за 6 часов смог дать плавку стали, ему было присвоено звание Героя Социалистического Труда,.
Был делегатом XXII съезда КПСС, избирался депутатом Верховного Совета СССР, депутатом Пермского областного Совета. Отличался скромностью, начитанностью, обладал всесторонними знаниями о действительности, увлекался рыбной ловлей.
До конца своей жизни прожил в г. Пермь. Похоронен на Южном кладбище г. Пермь.